# Adara
Adara (em devanagari: आधार, Ādhāra), cujo significado é "suporto" ou "base", na filosofia do ioga, é entendido como o suporte à meditação (dhyāna). Existem 16 suportes ou sodasadara (ṣoḍaśādhāra):
1. Angusta (aṅguṣṭha) - dedos dos pés;
2. Gulpa (gulpha) - tornozelos;
3. Janu (jānu) - joelhos;
4. Uru (ūru) - coxas;
5. Sivani (sīvanī) - rafe do períneo;
6. Linga (liṅga) - pênis;
7. Nabi (nābhi) - umbigo;
8. Hṛd - coração;
9. Griva (grīvā) - nuca;
10. Canta (kaṇṭha - garganta;
11. Lambica (lambikā) - palato mole;
12. Nasica (nāsikā) - narinas;
13. Brumadia (bhrūmadhya) - espaço entre as sobrancelhas;
14. Lalata (lalāṭa) - testa;
15. Murdã (mūrdhan) - cabeça;
16. Bramarandra (brahmarandhra) - fontanel ou a abertura de Brama.